# Crater Cirque
Der Crater Cirque ist ein Bergkessel im ostantarktischen Viktorialand. In den Victory Mountains liegt er an der Südflanke des Tucker-Gletschers unmittelbar westlich des Zusammenflusses mit dem Whitehall-Gletscher. Inmitten des Kessels befindet sich ein malerischer See mit roten und grünen Algen. In den umgebenden Felswänden, aus denen Rinnsale zum See fließen und in denen Moose und Flechten wachsen, nisten Buntfuß-Sturmschwalben, Raubmöwen und Schneesturmvögel.
Teilnehmer einer von 1957 bis 1958 dauernden Kampagne im Rahmen der New Zealand Geological Survey Antarctic Expedition gaben dem Bergkessel seinen deskriptiven Namen.